# クイーン・モード湾 (サウスジョージア・サウスサンドウィッチ諸島)
クイーン・モード湾（英: Queen Maud Bay、南緯54度14分 西経37度23分 / 南緯54.233度 西経37.383度）は、サウス・ジョージア島南岸に沿ったヌニェス半島のすぐ北に位置するV字型の湾で、入り口の幅は2.5マイル（4.9キロメートル）である。ベリングスハウゼンが率いたロシアの探検隊によって1819年におおまかな地図がつくられた。
1922年以前に度々この海岸を訪れていたノルウェーの捕鯨師たちによって、ノルウェー王ホーコン7世の妻モード王妃にちなみ名づけられたとされる。